# Municipio de Royal Oak
El municipio de Royal Oak (en inglés: Royal Oak Township) es un municipio ubicado en el condado de Oakland en el estado estadounidense de Míchigan. En el año 2010 tenía una población de 2419 habitantes y una densidad poblacional de 1.688,94 personas por km².

## Geografía
El municipio de Royal Oak se encuentra ubicado en las coordenadas 42°26′59″N 83°9′45″O / 42.44972, -83.16250. Según la Oficina del Censo de los Estados Unidos, el municipio tiene una superficie total de 1.43 km², de la cual 1.43 km² corresponden a tierra firme y (0%) 0 km² es agua.

## Demografía
Según el censo de 2010, había 2419 personas residiendo en el municipio de Royal Oak. La densidad de población era de 1.688,94 hab./km². De los 2419 habitantes, el municipio de Royal Oak estaba compuesto por el 1.41% blancos, el 95.33% eran afroamericanos, el 0.12% eran amerindios, el 0.04% eran asiáticos, el 0.04% eran isleños del Pacífico, el 0.29% eran de otras razas y el 2.77% pertenecían a dos o más razas. Del total de la población el 1.28% eran hispanos o latinos de cualquier raza.